# Andi Sullivan
 (février 2024).
Si vous disposez d'ouvrages ou d'articles de référence ou si vous connaissez des sites web de qualité traitant du thème abordé ici, merci de compléter l'article en donnant les références utiles à sa vérifiabilité et en les liant à la section « Notes et références ».
Andi Sullivan, née le 20 décembre 1995 à Honolulu aux États-Unis, est une joueuse internationale américaine de soccer qui joue au poste de milieu de terrain au Spirit de Washington.

## Biographie
Sullivan naît le 10 décembre 1994 à Honolulu, à Hawaï, aux États-Unis. Élevée à Lorton, en Virginie, Sullivan est la plus jeune d'une fratrie de quatre enfants et fréquente la South County High School. Elle joue au football en club pour le Bethesda Soccer Club et le McLean Youth Soccer. En 2013, elle est désignée comme la jeune joueuse nationale de l'année par la National Soccer Coaches Association of America (NSCAA). Top Drawer Soccer la classe comme meilleure recrue universitaire.
Au cours de sa première année en 2014, Sullivan débute 23 des 24 matchs auxquels elle participe. Elle inscrit son premier but pour le Cardinal de Stanford lors d'un match contre l'Université de Dayton et délivre quatre passes décisives tout au long de la saison, se classant troisième de l'équipe. Elle fait partie de la première équipe All-Freshman de Top Drawer Soccer, ainsi que de la première équipe Pac-12 et de la deuxième équipe NSCAA All-Pacific Region. Elle est également nommée Freshman Pac-12 de l'année et National Freshman of the Year par Top Drawer Soccer et Soccer America.
En deuxième année, Sullivan joue et débute les 23 matchs. Elle marque 5 buts et délivré 2 passes décisives. Elle est nommée joueuse de l'année de la Pac-12 et est nommée membre de la première équipe de la Pac-12 pour la troisième saison consécutive.
En tant que senior, Sullivan inscrit trois buts et délivre six passes décisives et mène Stanford à son deuxième championnat national, marquant en finale de la College Cup. Elle remporte le trophée Hermann, après avoir été finaliste en 2016 et demi-finaliste en 2015.

### En club

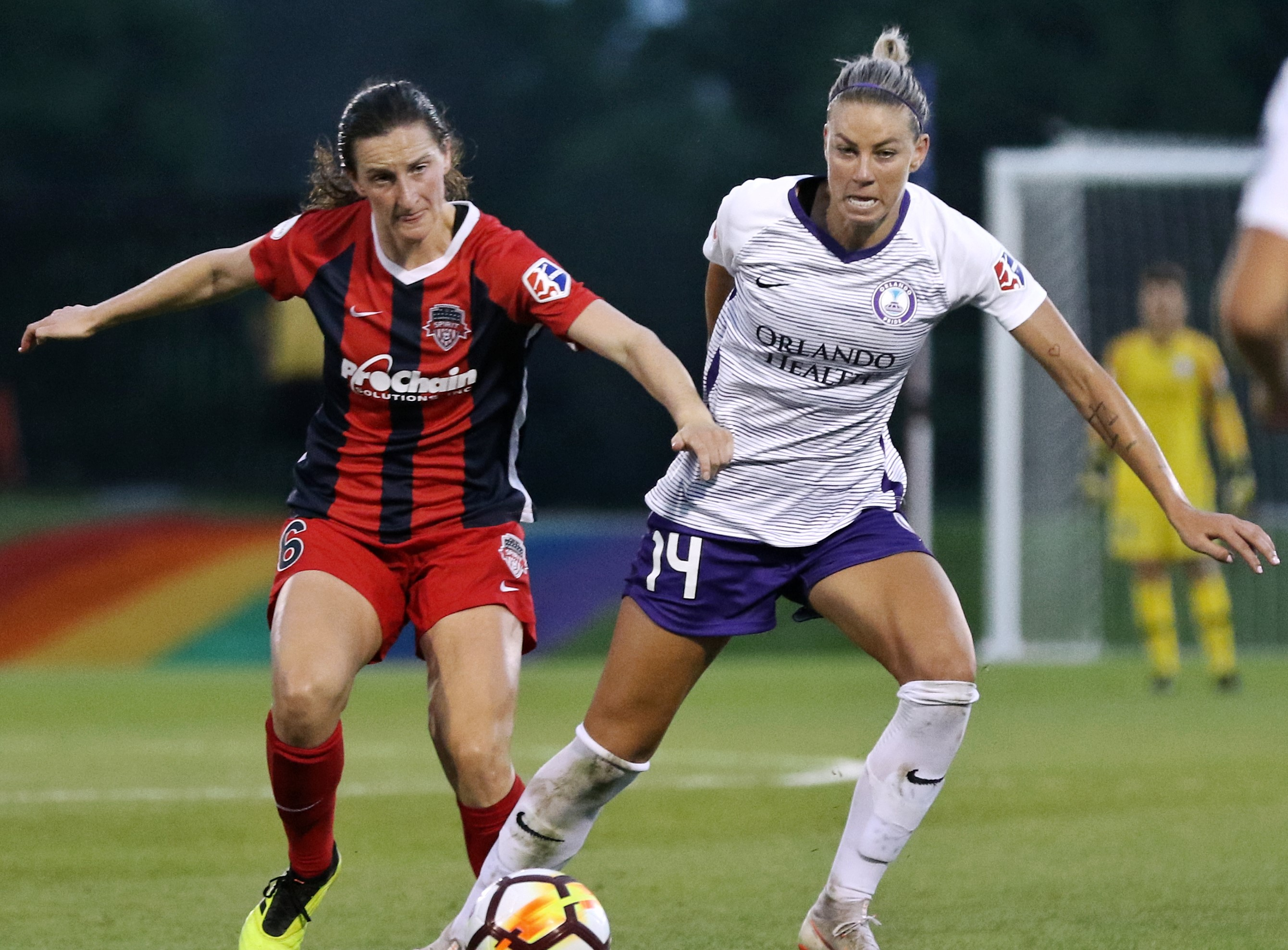
Andi Sullivan (à gauche) avec Alanna Kennedy (à droite) en 2018.

Le 18 janvier 2018, Sullivan est sélectionnée comme premier choix global au repêchage collégial de la NWSL 2018 par le Spirit de Washington. Sullivan participe à tous les matchs du Spirit, à l'exception du dernier match de la saison qu'elle manque puisqu'elle jouait la Coupe nordique avec les moins de 23 ans américains.
Sullivan est nommée finaliste pour la recrue de l'année 2018 de la NWSL, elle termine deuxième de ce vote, derrière la gagnante, Imani Dorsey.
Pour la saison 2019 de la NWSL, elle devient capitaine de l'équipe.

### En sélection
Sullivan représente les États-Unis au sein de l'équipe nationale ainsi que des équipes nationales des moins de 15 ans, des moins de 17 ans, des moins de 20 ans et des moins de 23 ans. Sullivan participe avec les États-Unis au Championnat féminin des moins de 17 ans de la CONCACAF 2012 au Guatemala, où elle aide les moins de 17 ans à remporter l'or. Bien qu'elle soit la plus jeune joueuse de l'équipe nationale des moins de 20 ans lors du Championnat féminin des moins de 20 ans de la CONCACAF 2014, elle a co-dirigé l'équipe pour une qualification à la Coupe du monde des moins de 20 ans 2014.
Le 23 août 2018, elle est nommée dans l'équipe américaine des moins de 23 ans pour le tournoi nordique 2018.
Elle obtient sa première sélection avec l'équipe nationale senior lors d'un match amical international contre la Suisse le 19 octobre 2016, et est nommée joueuse du match. Elle délivre sa première passe décisive quelques jours plus tard, le 23 octobre 2016. Elle participe ensuite à deux autres matchs les 10 et 13 novembre, où elle donne une autre passe décisive. Cependant, elle se déchire le ligament croisé antérieur quelques jours plus tard lors d'un match universitaire le 18 novembre 2016. Elle manque une grande partie de l'année en raison de cette blessure, mais fait son retour en équipe nationale le 19 octobre 2017.
Sullivan est nommée dans la liste des 23 joueuses pour la SheBelieves Cup 2018, les États-Unis remportent le tournoi pour la deuxième fois. Elle figurait sur la liste provisoire des 35 joueuses pour le Championnat féminin de la CONCACAF 2018, mais n'est finalement pas retenue dans la liste finale de 20 joueuses.
En 2019, Sullivan ne figurait pas initialement sur la liste du camp d'entraînement de janvier, mais est ajoutée à la liste par la sélectionneuse Jill Ellis. Sullivan est également nommée dans l'équipe pour la SheBelieves Cup 2019.
En 2023, elle fait partie des 23 joueuses sélectionnées par Vlatko Andonovski pour participer à la coupe du monde qui a lieu en Australie  et en Nouvelle-Zélande du 20 juillet au 20 août

## Statistiques
| #  | Date              | Lieu                                       | Adversaire  | Score | Résultat | Compétition  |
| -- | ----------------- | ------------------------------------------ | ----------- | ----- | -------- | ------------ |
| 1. | 16 septembre 2021 | FirstEnergy Stadium, Cleveland, États-Unis | Paraguay    | 3–0   | 9–0      | Match amical |
| 2. | 16 septembre 2021 | FirstEnergy Stadium, Cleveland, États-Unis | Paraguay    | 7–0   | 9–0      | Match amical |
| 3. | 9 avril 2022      | Lower.com Field, Columbus, États-Unis      | Ouzbékistan | 1–0   | 9–1      | Match amical |

## Palmarès
Équipe des États-Unis des moins de 17 ans
- Championnat CONCACAF des moins de 17 ans (1) :
  - Vainqueure : 2012.

 Équipe des États-Unis des moins de 20 ans
- Championnat CONCACAF des moins de 20 ans (1) :
  - Vainqueure : 2014.

 Équipe des États-Unis
- Coupe SheBelieves (3) :
  - Vainqueure : 2018, 2020 et 2022.
- Championnat féminin de la CONCACAF (1) :
  - Vainqueure : 2022.

## Vie privée
Le 14 décembre 2019, elle épouse le footballeur Drew Skundrich (en).